# Hôtel d'Ecquevilly
L'hôtel d'Ecquevilly, également appelé hôtel du Grand Veneur, est un hôtel particulier situé dans le 3e arrondissement de Paris, en France.

## Situation et accès
Il est situé au 60 rue de Turenne, dans le 3e arrondissement de Paris. Une façade, avec des bas-reliefs inspirés de la chasse, est également visible depuis la rue du Grand-Veneur.

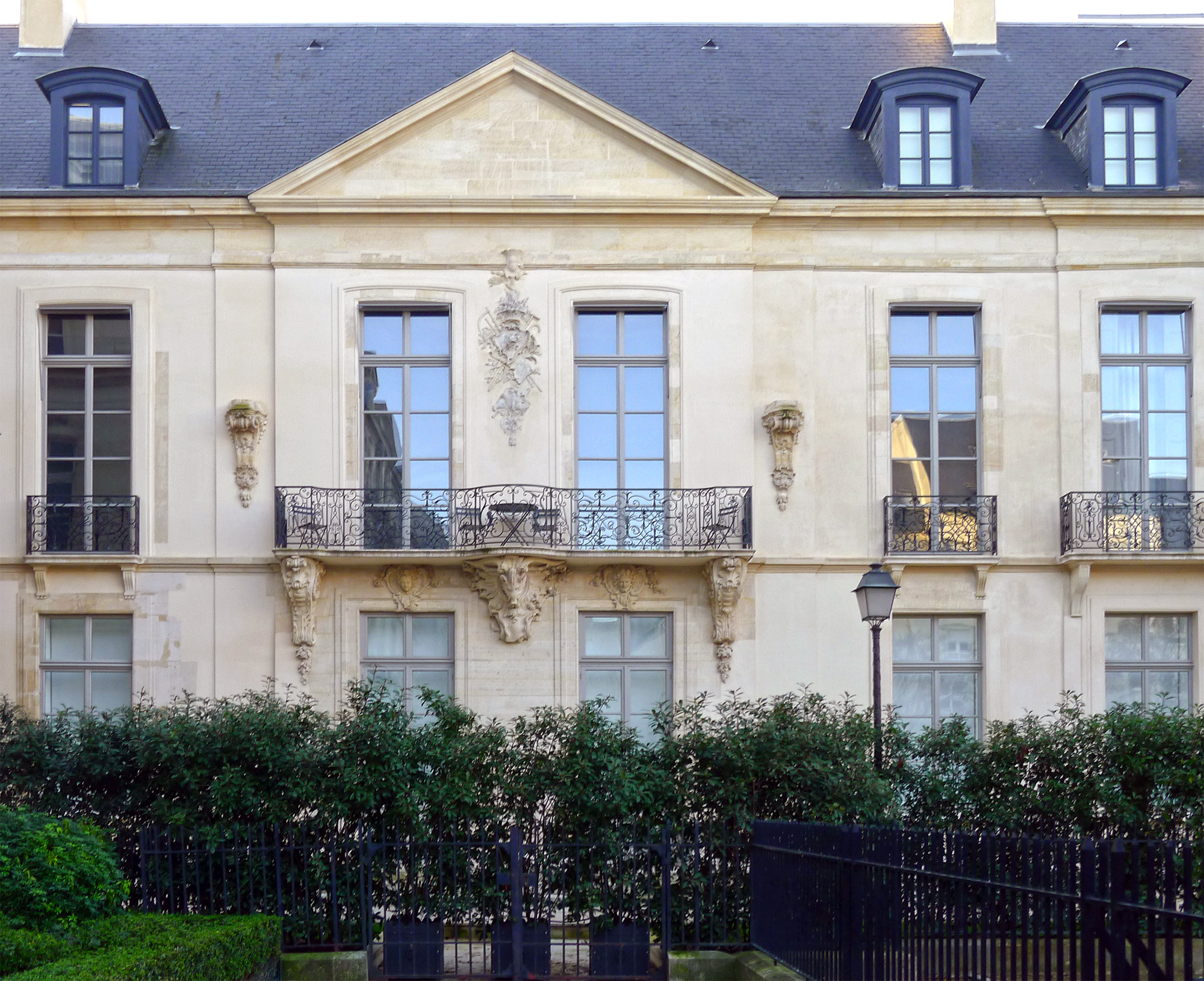
Façade, côté rue du Grand-Veneur.
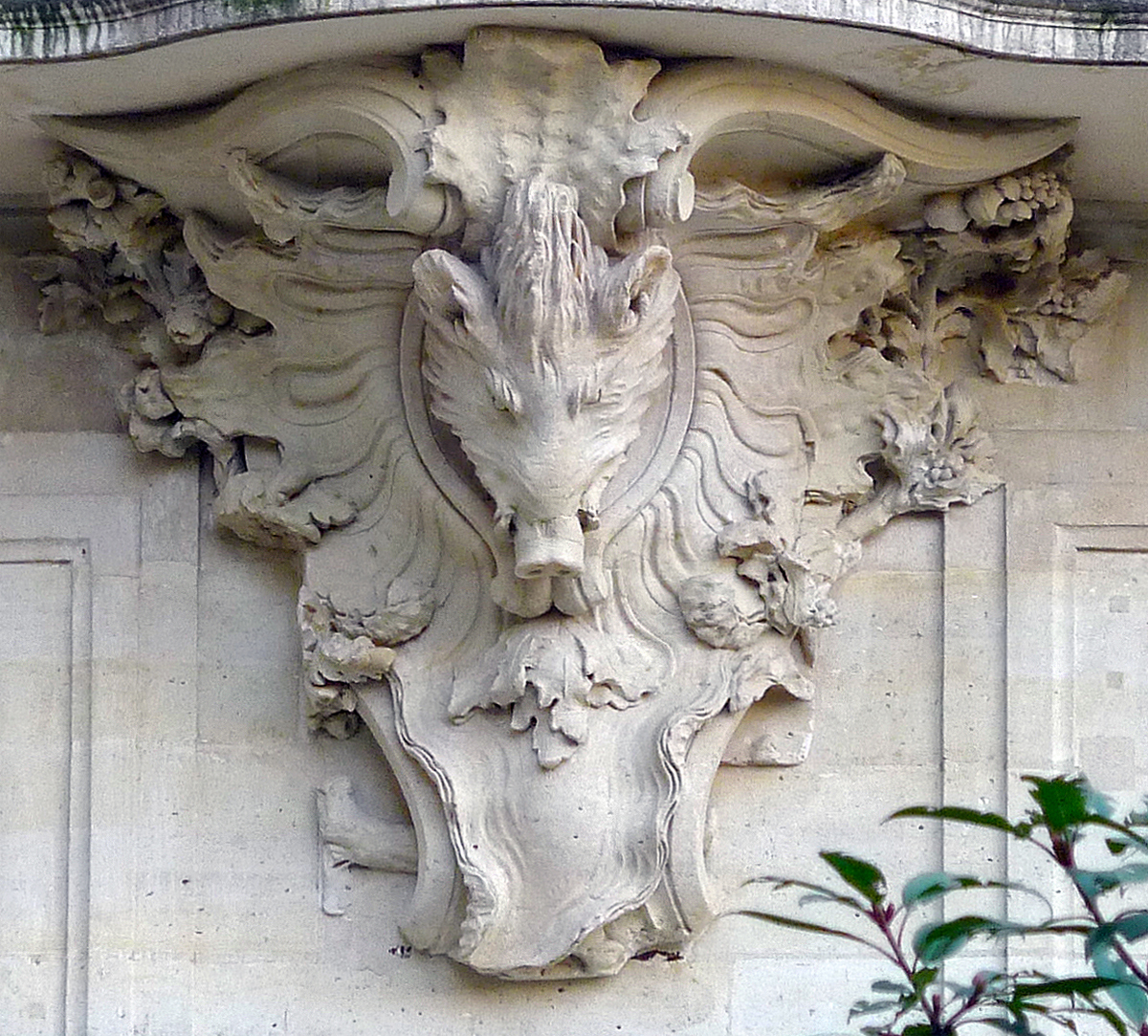
Bas-relief inspiré de la chasse.

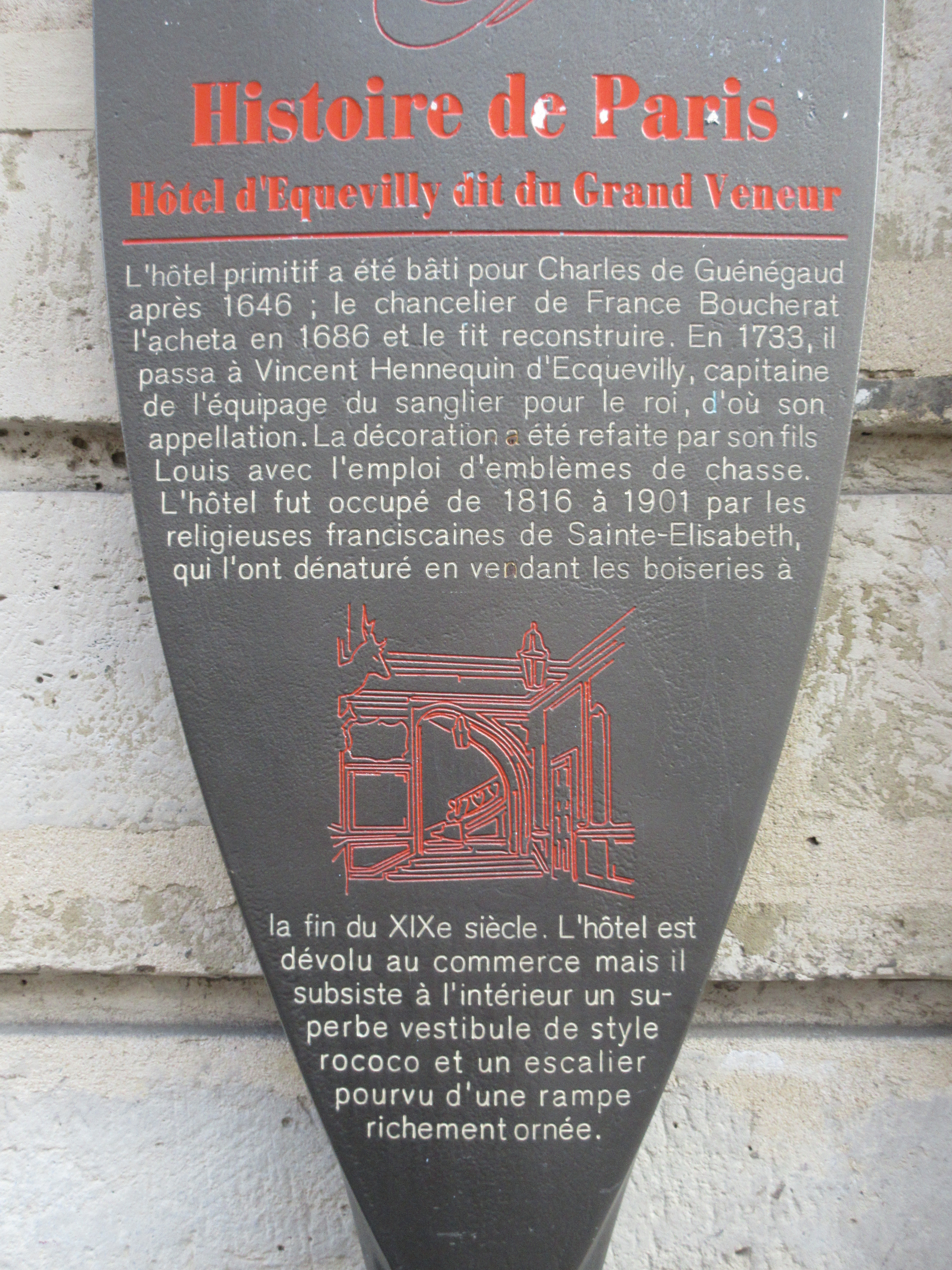
Panneau Histoire de Paris.

## Historique
Cet hôtel particulier construit en 1637 est acquis en 1646 par Claude de Guénégaud qui étend son jardin jusqu'à l'enceinte de Charles V en bordure du bastion de l'Ardoise et jardin des Arquebusiers, en supprimant une partie de la rue Saint-Pierre qui reliait la rue Saint-Claude à la rue Saint-Gilles. Le chancelier Louis Boucherat qui possédait l'hôtel de Hesse voisin, l'acquiert en 1686, le fait embellir et aménage le jardin sur les plans de Le Nôtre. 
Sa fille Madame de Harlay aliène en 1708 une partie du jardin sur lequel est ouverte une rue nommée rue de Harlay actuelle rue des Arquebusiers.

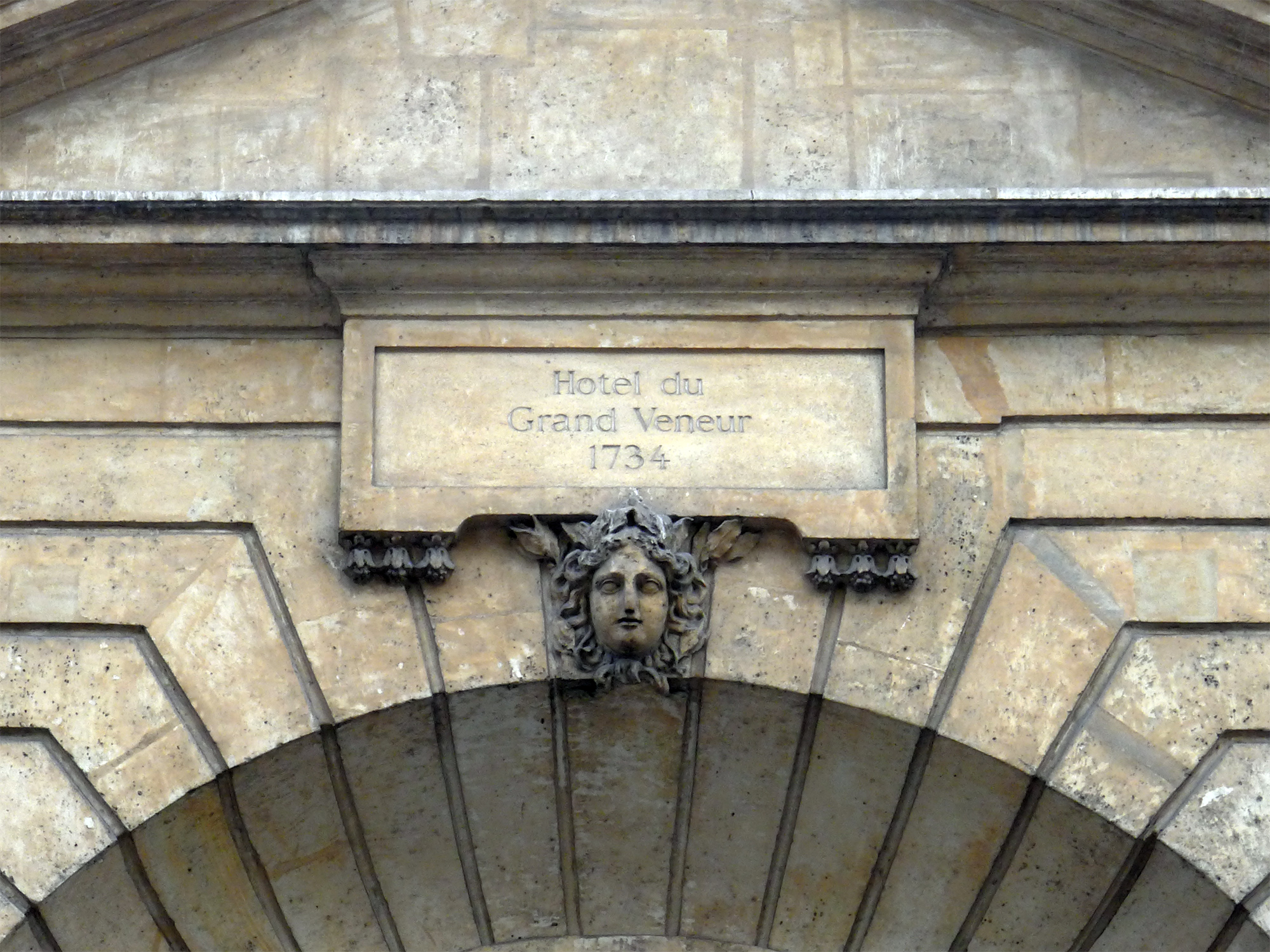
Cartouche sur le fronton de l'entrée de l'hôtel.

Il est acheté, en 1733, par Vincent Hennequin, marquis d’Ecquevilly, capitaine général de la vénerie du roi, chargé d’organiser les chasses à courre. Ce dernier fait poser un cartouche sur le fronton de l'entrée de l'hôtel, cartouche sur lequel figure le nouveau nom de l'hôtel avec la date des transformations (1734).
Confisqué à la Révolution, l'hôtel est acquis par le Comte Joseph Seurrat de Guilleville en 1795, riche industriel et ancien maire d'Orléans. À sa mort, l'hötel fut revendu en 1823 par son gendre, Alexandre Colbert, marquis de Chabannais, aux dames franciscaines de Sainte-Elisabeth qui l'occupent jusqu'en 1901. 
Il devient ensuite la centrale d'achat et dépôt de la Société Anonyme des Magasins Réunis, fondée par Eugène Corbin puis, jusqu'en 2007, les salles d'exposition des établissements Jacob Delafon, fabricant de salles de bain.
En 2014, le galeriste Emmanuel Perrotin installé dans le quartier s'établit dans l'hôtel.
Ce bâtiment fait l’objet d’une inscription au titre des monuments historiques depuis le 17 mars 1927.